# Євтушенко Максим Олегович
Максим Олегович Євтушенко — український борець греко-римського стилю, бронзовий призер чемпіонату Європи.

## Спортивні результати на міжнародних змаганнях

### Виступи на чемпіонатах світу
| Змагання                        | Збірна  | Вагова категорія                 | Місце |
| ------------------------------- | ------- | -------------------------------- | ----- |
| Чемпіонат світу з боротьби 2019 | Україна | греко-римська боротьба, до 72 кг | 18    |
| Чемпіонат світу з боротьби 2021 | Україна | греко-римська боротьба, до 72 кг | 22    |

### Виступи на Чемпіонатах Європи
| Змагання                         | Збірна  | Вагова категорія                 | Місце  |
| -------------------------------- | ------- | -------------------------------- | ------ |
| Чемпіонат Європи з боротьби 2021 | Україна | греко-римська боротьба, до 72 кг | Бронза |

### Виступи на інших змаганнях
| Змагання                                                  | Збірна  | Вагова категорія                 | Місце  |
| --------------------------------------------------------- | ------- | -------------------------------- | ------ |
| Клубний чемпіонат світу з боротьби 2016                   | Україна | команда                          | 10     |
| Меморіал Крістіана Палусалу 2017                          | Україна | греко-римська боротьба, до 66 кг | Срібло |
| Чемпіонат світу з боротьби серед військовослужбовців 2017 | Україна | греко-римська боротьба, до 71 кг | Бронза |
| Меморіал Олега Караваєва 2017                             | Україна | команда                          | 6      |
| Київський Міжнародний турнір з боротьби 2019              | Україна | греко-римська боротьба, до 72 кг | 5      |
| Кубок Владислава Пітласинські 2019                        | Україна | греко-римська боротьба, до 72 кг | Срібло |
| Меморіал Маттео Пелліконе 2020                            | Україна | греко-римська боротьба, до 72 кг | Бронза |
| Кубок світу з боротьби 2020                               | Україна | греко-римська боротьба, до 72 кг | 8      |

### Виступи на змаганнях молодших вікових груп
| Змагання                                       | Збірна  | Вагова категорія                 | Місце  |
| ---------------------------------------------- | ------- | -------------------------------- | ------ |
| Чемпіонат Європи з боротьби серед кадетів 2012 | Україна | греко-римська боротьба, до 50 кг | 9      |
| Чемпіонат Європи з боротьби серед кадетів 2013 | Україна | греко-римська боротьба, до 54 кг | Золото |
| Чемпіонат світу з боротьби серед кадетів 2013  | Україна | греко-римська боротьба, до 54 кг | Бронза |
| Чемпіонат Європи з боротьби серед юніорів 2014 | Україна | греко-римська боротьба, до 60 кг | 7      |
| Чемпіонат світу з боротьби серед молоді 2019   | Україна | греко-римська боротьба, до 72 кг | Бронза |